# Capacho
Capacho est une ville de l'Uruguay située dans le département de Rocha. Sa population est de 550 habitants.

## Population
| Année | Population |
| ----- | ---------- |
| 1963  | 176        |
| 1975  | 181        |
| 1985  | 218        |
| 1996  | 550        |

,